# Сёстры Долли
Роузи Долли (англ. Rosie Dolly; 24 октября 1892 — 1 февраля 1970) и Дженни Долли (англ. Jenny Dolly; 24 октября 1892 — 1 июня 1941), известные как сёстры Долли — венгерско-американские однояйцевые близнецы-танцовщицы, певицы и актрисы, популярные в водевиле и театре в 1910-х и 1920-х годах. Также они снялись в двух немых фильмах.

## Ранняя жизнь и карьера
Сёстры Рожика Дойч (позже известная как Роузи или Рози) и Янка Дойч (позже известная как Янчи или Дженни) родились 24 октября 1892 года в Балашшадьярмате, Венгрия. Их родителями были Юлиус (урождённый Дьюла Дойч, около 1865 года) и Маргарет Дойч (урождённая Маргит Вайc, около 1874 года). Юлиус и сын Иштван (позже известный как Эдвард, родился 31 марта 1898 года) эмигрировали в США в октябре 1904 года; близнецы и их мать прибыли в мае 1905 года. В детстве сестры обучались танцам и начали зарабатывать деньги в пивных уже в 1907 году. Не допущенные за несовершеннолетие на сцену Нью-Йорка, они выступали в Orpheum Circuit до 1909 года, когда они дебютировали в Keith Vaudeville Circuit.
В следующем году они участвовали в постановке «Эхо». В 1911 году Флоренц Зигфельд-младший подписал с ними контракт на участие в его шоу «Безумства Зигфелда» на два сезона. Их выступление пользовалось успехом у зрителей, которым нравились их гламурные образы.
В 1913 году сёстры Долли решили попробовать сделать отдельные карьеры. Роузи участвовала в спектакле «Водоворот мира», а Дженни вместе с танцором Гарри Фоксом (за которого она вышла замуж в 1912 году) — в «Экспрессе медового месяца». Дженни и Фокс также гастролировали по водевилям в качестве танцевального дуэта.
Обе сестры дебютировали в кино в 1915 году: Дженни снялась в фильме «Зов танца», а Роуз — вместе с Лилиан Гиш в фильме «Лили и роза» (позже переизданном как «Леди-тигр»). Сёстры вновь объединились в 1916 году для участия в фильме Зигфельда «Полуночное веселье» и вернулись в водевиль, где получали 2 000 долларов в неделю. В 1918 году они снялись в своём единственном совместном полуавтобиографическом фильме, «Куколки на миллион долларов».
После окончания Первой мировой войны сёстры Долли переехали во Францию, где купили замок. Они гастролировали по театрам и танцевальным залам Европы, за ними ухаживали многочисленные богатые мужчины и члены королевских семей, включая Кароля II Румынского, Кристиана X Датского и Альфонса XIII Испанского. В некоторых случаях сёстры объединялись с мужчинами-партнёрами по танцам и продавали билеты на выступления в один и тот же вечер, чтобы создать соперничество, которое повысило бы продажи билетов. Поскольку их успех продолжался в начале 1920-х годов, они смогли получать высокие зарплаты. Во время одного выступления в Мулен Руж в Париже сёстрам платили 1200 долларов за ночь.
Находясь в Европе, сёстры стали широко известны благодаря игорным развлечениям в казино и на лошадиных бегах, которые обычно финансировались богатыми поклонниками. За один сезон в Довиле они выиграли 850 000 долларов. Из них двоих Дженни Долли стала легендарной благодаря своим выигрышам. Однажды вечером в Каннах она выиграла 4 миллиона франков, которые превратила в коллекцию драгоценностей; затем она выиграла ещё 11 миллионов долларов. В других случаях она выиграла 100 000 долларов на скачках, 500 000 долларов в баккара и 200 000 долларов в рулетку. Получив выигрыш, Дженни Долли предалась своей страсти — покупке дорогих украшений. Коллекция драгоценностей Дженни, которую она приобрела благодаря своим выигрышам и многочисленным ухажёрам, стала легендарной.
Когда Дженни играла в азартные игры в Каннах, однажды вечером её увидела Тельма Фернесс, виконтесса Фернесс, и заметила: «Я никогда в жизни не видела столько драгоценностей на одном человеке». Её браслеты доходили почти до локтей. Ожерелье, которое она носила, должно быть, стоило королевского выкупа, а кольцо на её правой руке было размером с кубик льда".
В 1926 году сестры устроили гала-концерт в пользу французской нации в театре на Елисейских полях. В концерте приняли участие такие артисты, как Жозефина Бейкер, Гарри Пилсер и лидер группы Билли Арнольд.
К началу 1927 года популярность сестёр Долли начала падать. Их широко разрекламированное парижское шоу A vol d’oiseau закрылось через восемь недель. Сёстры больше времени проводили за азартными играми, чем выступали, и в итоге к 1929 году они ушли со сцены.

## Личная жизнь
Личная жизнь сестёр Долли была столь же мелодраматичной, как и их публичная. Роуз Долли была замужем три раза, а Дженни Долли была замужем дважды и имела ряд широко разрекламированных романов с богатыми мужчинами. Их репутация состоятельных мужчин принесла им прозвище «Куколки на миллион долларов».
В 1913 году Роузи вышла замуж за поэта-песенника Жана Шварца. Они развелись в 1921 году. Её второй брак был заключён с Мортимером Дэвисом-младшим, за которого она вышла замуж в 1927 году. Дэвис был сыном Мортимера Дэвиса, президента компании Imperial Tobacco Company of Canada Limited. Старший Дэвис не одобрил этот брак и отстранил Дэвиса-младшего от работы. Рози и Дэвис развелись в 1931 году. Последний брак Роузи был заключён с торговцем Ирвингом Нетчером в 1932 году. Они оставались в браке до смерти Нетчера в 1953 году.
Первый брак Дженни был заключён с её партнёром по танцам Гарри Фоксом в 1912 году. Они тоже развелись в 1921 году. В 1925 году сёстры познакомились с магнатом розничной торговли Гарри Гордоном Селфриджем во время выступления в Лондоне. У Дженни начался роман с Селфриджем (по некоторым данным, у Роузи тоже был роман с ним). Селфридж осыпал Дженни дорогими подарками и финансировал пристрасть обеих сестёр к азартным играм. По сообщениям, сёстры Долли проиграли в азартные игры около 4 миллионов долларов из денег Селфриджа. В то время как она все ещё была связана с Селфриджем, Дженни Долли начала встречаться с французским лётчиком Максом Константом. В 1933 году Селфридж предложил Дженни 10 миллионов долларов за то, чтобы она вышла за него замуж.

### Несчастный случай
Прежде чем дать Селфриджу ответ, она решила отправиться в последний отпуск с Константом. Когда они возвращались в Париж, Констант разбил спортивный автомобиль, в котором они ехали, недалеко от Бордо. Дженни получила серьёзные травмы (её желудок сместился в лёгочную камеру), которые потребовали десятков операций и пластических операций по восстановлению её лица.
Чтобы оплатить медицинские расходы, Дженни продала часть своей коллекции драгоценностей. После того, как большая часть финансовых доходов Дженни была списана, Селфридж оплачивал лечение Дженни, хотя они так и не поженились.

## Поздняя жизнь и смерть
После автомобильной аварии у Дженни Долли развилась депрессия. Депрессия усилилась, когда она была вынуждена продать остатки своих драгоценностей на аукционе в 1936 году. Прожив за границей девять лет, Дженни вернулась в Соединённые Штаты, когда её сестра пригласила Дженни пожить с ней и её мужем, Ирвингом Нетчером, в Чикаго. Там Дженни познакомилась с Бернардом Винисски, богатым адвокатом; 29 июня 1935 года они поженились.
Винисский позже усыновил двух венгерских сирот, Клари (1924—2013) и Манци (1925—1985), которых Дженни усыновила в 1929 году. Однако брак мало помог Дженни избавиться от депрессии, и пара рассталась. Дженни с двумя дочерьми сняла квартиру в Голливуде. 1 июня 1941 года она повесилась на карнизе.
В годы, последовавшие за уходом со сцены и смертью сестры, Роузи Долли отошла от общественной жизни. Оставшиеся годы она занималась благотворительностью для детей в родной Венгрии. В 1962 году Рози тоже пыталась покончить с собой. 1 февраля 1970 года она умерла от сердечного приступа в Нью-Йорке в возрасте 77 лет.
Тела обеих сестёр захоронены в Большом мавзолее в мемориальном парке «Форест Лаун», в Глендейле, Калифорния.

## В популярной культуре
В 1945 году компания 20th Century Fox выпустила биографический фильм «Сёстры Долли». Джун Хэвер сыграла роль Роузи, а Бетти Грейбл — Дженни.
В романе Энтони Поуэлла 1951 года «Вопрос воспитания» некоторые школьники обсуждают, могут ли сёстры на самом деле быть матерью и дочерью.
В 1972 году в двадцать четвёртом эпизоде пятого сезона «Шоу Кэрол Бёрнетт» был показан музыкальный комедийный скетч о жизни сестёр под названием «The Doily Sisters», в котором Кэрол Бёрнетт сыграла роль Дженни, Вики Лоуренс — Роузи, а Харви Корман — Генри.
Писатель Терри Пратчетт решил назвать часть своего вымышленного города Анк-Морпорк в «Плоском мире» «Сёстры Долли».
Подвиги сестёр Долли и их соответствующие отношения с Гарри Селфриджем описаны в телесериале «Мистер Селфридж». Было указано, что выражение «птички Долли» возникло в этот период.